# Argentina nos Jogos Olímpicos de Verão de 2008
A Argentina competiu nos Jogos Olímpicos de Verão de 2008, em Pequim, na China.

## Medalhistas

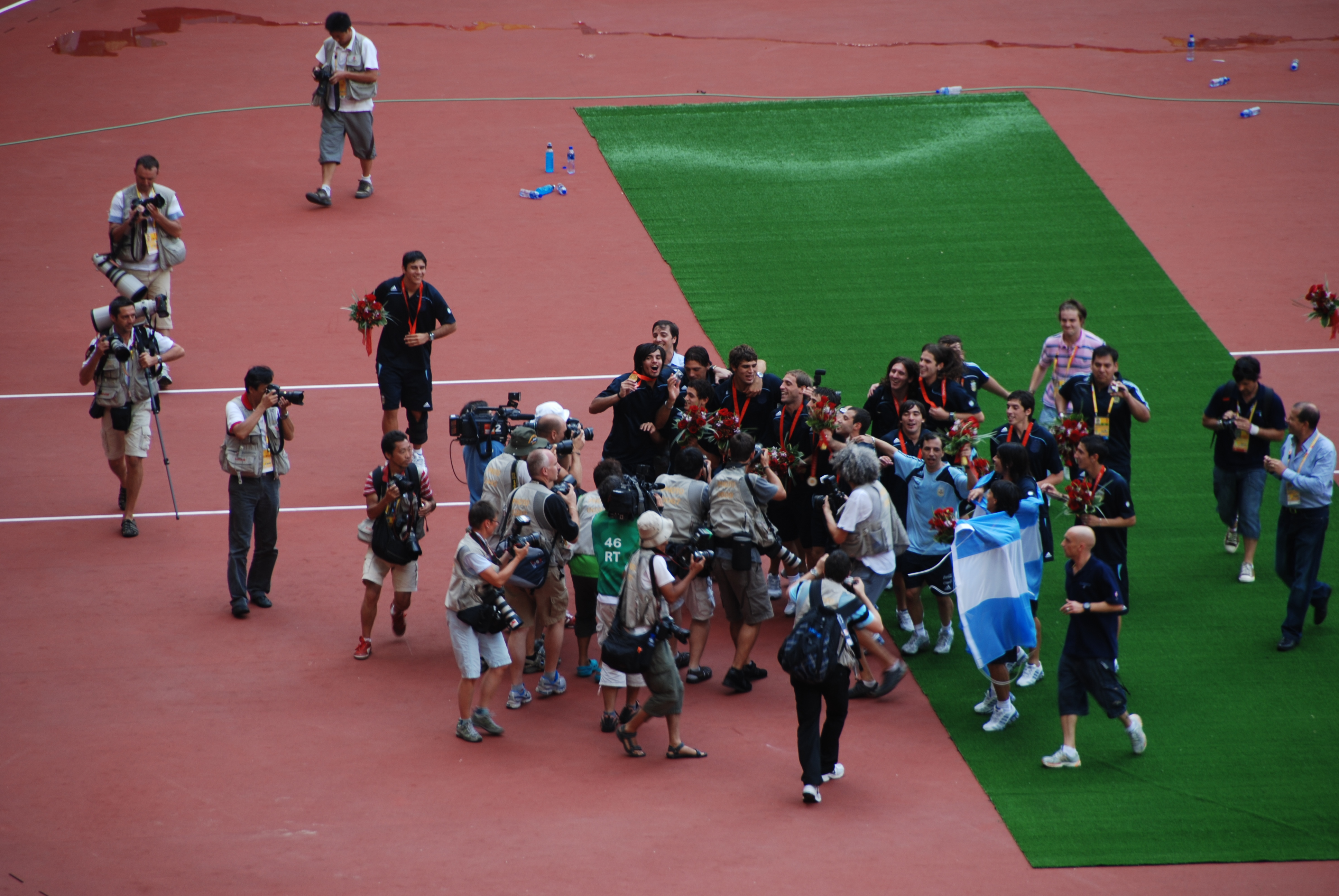
Seleção argentina de futebol celebra a medalha de ouro em Pequim.

| Lautaro Acosta Sergio Agüero Éver Banega Diego Buonanotte Ángel Di María Federico Fazio Fernando Gago Ezequiel Garay Ezequiel Lavezzi | Javier Mascherano Lionel Messi Fabián Monzón Nicolás Navarro Nicolás Pareja Juan Román Riquelme Sergio Romero José Ernesto Sosa Oscar Ustari |

| Magdalena Aicega Luciana Aymar Noel Barrionuevo Claudia Burkart María de la Paz Hernández Soledad García Mariana González Oliva Alejandra Gulla | Giselle Kañevsky Rosario Luchetti Mercedes Margalot Carla Rebecchi Mariana Rossi Mariné Russo Belén Succi Paola Vukojicic |

| Carlos Delfino Emanuel Ginóbili Román González Juan Pedro Gutiérrez Leonardo Gutiérrez Andrés Nocioni | Fabricio Oberto Pablo Prigioni Antonio Porta Paolo Quinteros Luis Scola Federico Kammerichs |

## Desempenho

### Atletismo
Provas de pista e estrada
| Leonardo Price   | 800 m masculino                 | 1:49.39 | 6 | Não avançou | Não avançou | Não avançou | Não avançou | Não avançou | Não avançou |
| Javier Carriqueo | 1500 m masculino                | 3:39.36 | 7 | Não avançou | Não avançou | Não avançou | Não avançou |             |             |
| Juan Manuel Cano | 20 km marcha atlética masculina |         |   |             |             | 1:27:17     | 40          |             |             |

Provas de campo
| Atleta              | Prova                          | Qualificação | Qualificação | Final       | Final       |
| Atleta              | Prova                          | Resultado    | Pos.         | Resultado   | Pos.        |
| ------------------- | ------------------------------ | ------------ | ------------ | ----------- | ----------- |
| Jorge Balliengo     | Arremesso de disco masculino   | 58.82        | 14           | Não avançou | Não avançou |
| Barbara Rocio Comba | Arremesso de disco feminino    | 51.36        | 18           | Não avançou | Não avançou |
| German Chiaraviglio | Salto com vara masculino       | Sem marca    | Sem marca    | Não avançou | Não avançou |
| Alejandra García    | Salto com vara feminino        | 4.15         | 16           | Não avançou | Não avançou |
| Juan Cerra          | Arremesso de martelo masculino | 70.16        | 16           | Não avançou | Não avançou |
| Jennifer Dahlgren   | Arremesso de martelo feminino  | 66.35        | 15           | Não avançou | Não avançou |
| Pablo Pietrobelli   | Lançamento de dardo masculino  | 69.09        | 16           | Não avançou | Não avançou |
| Germán Luján Lauro  | Arremesso de peso masculino    | 19.07        | 15           | Não avançou | Não avançou |

### Basquetebol
Masculino
A equipe masculina de basquetebol da Argentina, campeã olímpica em 2004, qualificou-se para Pequim por ter ficado em segundo lugar no Torneio FIBA Americas 2007, realizado em Las Vegas. Foi a quinta participação da equipe masculina argentina em Jogos Olímpicos.
| Equipe | Fase de grupos                                                                                    | Fase de grupos | Quartas de final       | Semifinal                   | Final                  | Pos.              |
| Equipe | Adversário e resultado                                                                            | Pos.           | Adversário e resultado | Adversário e resultado      | Adversário e resultado | Pos.              |
| --- | ------------------------------------------------------------------------------------------------- | -------------- | ---------------------- | --------------------------- | ---------------------- | ----------------- |
| Carlos Delfino Manu Ginóbili Román González Juan Pedro Gutiérrez Leonardo Gutiérrez Andrés Nocioni Fabricio Oberto Pablo Prigioni Antonio Porta Paolo Quinteros Luis Scola Federico Kammerichs | LTU Lituânia D 79-75 AUS Austrália V 85-68 CRO Croácia V 73-53 IRI Irã V 82-97 RUS Rússia V 91-79 | 2º (gr. A)     | GRE Grécia V 80-78     | USA Estados Unidos D 81-101 | LTU Lituânia V 87-75   | Medalha de bronze |

### Boxe
A Argentina qualificou um boxeador para o torneio olímpico de boxe. Ezequiel Maderna obteve uma vaga na categoria peso médio após ter alcançado a segunda colocação no segundo torneio qualificatório americano.
| Ezequiel Maderna | Peso médio | USA Shawn Estrada 2–10 | Não avançou | Não avançou | Não avançou | Não avançou | Não avançou | Não avançou |

### Canoagem de velocidade
| Atleta              | Prova                | Eliminatórias | Eliminatórias | Semifinais  | Semifinais  | Final       | Final       |
| Atleta              | Prova                | Tempo         | Pos.          | Tempo       | Pos.        | Tempo       | Pos.        |
| ------------------- | -------------------- | ------------- | ------------- | ----------- | ----------- | ----------- | ----------- |
| Miguel Correa       | K-1 500 m masculino  | 1:39.781      | 5 Q           | 1:46.422    | 7           | Não avançou | Não avançou |
| Miguel Correa       | K-1 1000 m masculino | 3:45.695      | 6 Q           | 3:51.715    | 9           | Não avançou | Não avançou |
| Estefania Fontanini | K-1 500 m feminino   | 2:00.291      | 8             | Não avançou | Não avançou | Não avançou | Não avançou |

### Ciclismo BMX
| Atleta                   | Prova     | Tomada de tempo | Tomada de tempo | Quartos-finais | Quartos-finais | Semifinais  | Semifinais  | Final       | Final       |
| Atleta                   | Prova     | Tempo           | Pos.            | Pts.           | Pos.           | Pts.        | Pos.        | Tempo       | Pos.        |
| ------------------------ | --------- | --------------- | --------------- | -------------- | -------------- | ----------- | ----------- | ----------- | ----------- |
| Cristian Daniel Becerine | Masculino | 37.253          | 27 Q            | 20             | 8              | Não avançou | Não avançou | Não avançou | Não avançou |
| Ramiro Marino Cristian   | Masculino | 36.768          | 21 Q            | 11             | 2 Q            | 15          | 5           | Não avançou | Não avançou |
| María Belén Dutto        | Feminino  |                 |                 | 40.193         | 14 Q           | 20          | 7           | Não avançou | Não avançou |
| Gabriela Diaz            | Feminino  |                 |                 | 37.590         | 5 Q            | 13          | 3 Q         | 39.747      | 5           |

### Ciclismo Mountain Bike
| Atleta            | Prova     | Tempo   | Pos |
| ----------------- | --------- | ------- | --- |
| Luciano Caracioli | Masculino | 2:07:04 | 27  |

### Ciclismo de estrada
| Atleta            | Prova                        | Tempo      | Pos |
| ----------------- | ---------------------------- | ---------- | --- |
| Alejandro Borrajo | Corrida em estrada masculina | DNF        | DNF |
| Juan José Haedo   | Corrida em estrada masculina | DNF        | DNF |
| Matías Medici     | Corrida em estrada masculina | DNF        | DNF |
| Matías Medici     | Contra o relógio masculino   | 1h 07′ 53″ | 29º |

### Ciclismo de pista
| Atleta                     | Prova                        | Pontos/Voltas | Pos.            |
| -------------------------- | ---------------------------- | ------------- | --------------- |
| Juan Curuchet              | Corrida por pontos masculino | 1             | 18              |
| Juan Curuchet Walter Pérez | Madison masculino            | 8             | Medalha de ouro |

### Esgrima
| Atleta          | Prova                        | Ronda dos 64           | Ronda dos 32           | Ronda dos 16           | Quartos-finais         | Semifinais             | Medalha de Bronze      | Final                  |
| Atleta          | Prova                        | Adversário e resultado | Adversário e resultado | Adversário e resultado | Adversário e resultado | Adversário e resultado | Adversário e resultado | Adversário e resultado |
| --------------- | ---------------------------- | ---------------------- | ---------------------- | ---------------------- | ---------------------- | ---------------------- | ---------------------- | ---------------------- |
| Alberto Viaggio | Florete individual masculino | Bye                    | CHN Zhu Jun D 2-15     | Não avançou            | Não avançou            | Não avançou            | Não avançou            | Não avançou            |

### Futebol
Masculino
O técnico Sergio Batista anunciou a equipe definitiva para as olimpíadas em 3 de julho.

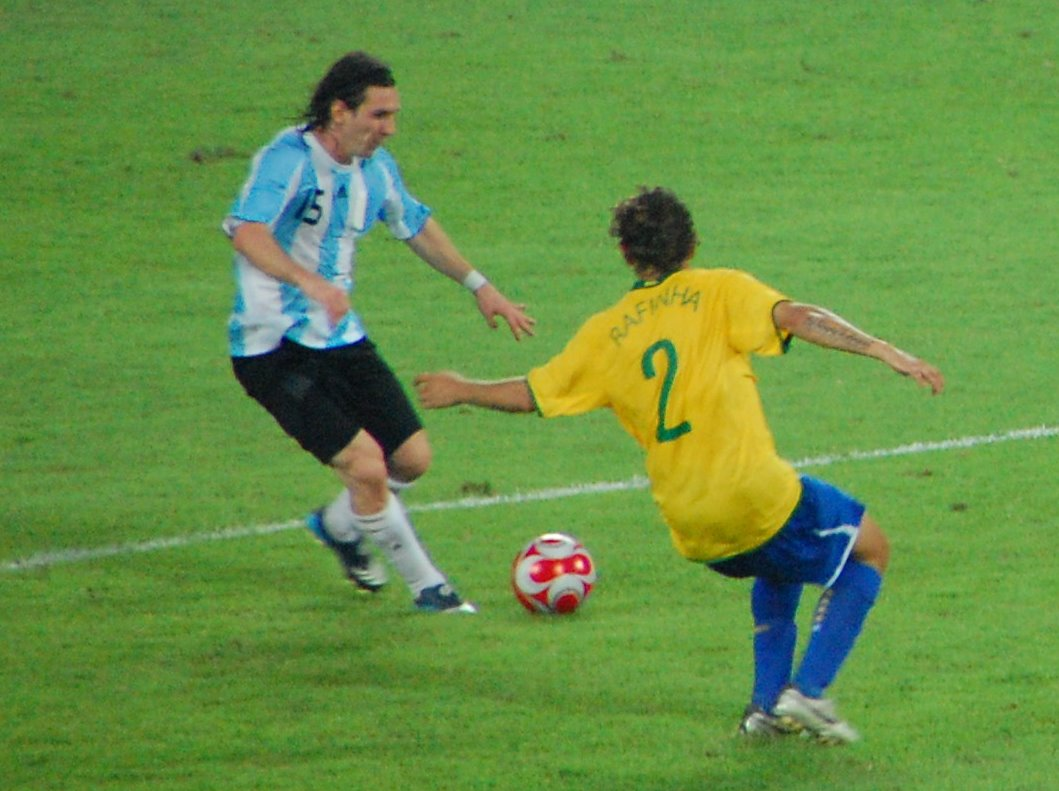
Lionel Messi com a posse de bola durante a semifinal contra o Brasil.

| Equipe | Equipe | Fase de Grupos                                                 | Fase de Grupos | Quartos-finais          | Semifinal              | Final                  | Pos.            |
| Equipe | Equipe | Adversário e resultado                                         | Pos.           | Adversário e resultado  | Adversário e resultado | Adversário e resultado | Pos.            |
| --- | --- | -------------------------------------------------------------- | -------------- | ----------------------- | ---------------------- | ---------------------- | --------------- |
| Lautaro Acosta Sergio Agüero Éver Banega Diego Buonanotte Ángel Di María Federico Fazio Fernando Gago Ezequiel Garay Ezequiel Lavezzi | Javier Mascherano Lionel Messi Fabián Monzón Nicolas Navarro Nicolás Pareja Juan Román Riquelme Sergio Romero José Ernesto Sosa Oscar Ustari | CIV Costa do Marfim V 2-1 AUS Austrália V 1-0 SRB Sérvia V 2-0 | 1º (gr. A)     | NED Países Baixos V 2-1 | BRA Brasil V 0-3       | NGR Nigéria V 1-0      | Medalha de ouro |

Feminino
| Equipe | Equipe | Fase de Grupos                                    | Fase de Grupos | Quartos-finais         | Semifinal              | Final                  | Pos. |
| Equipe | Equipe | Adversário e resultado                            | Pos.           | Adversário e resultado | Adversário e resultado | Adversário e resultado | Pos. |
| --- | --- | ------------------------------------------------- | -------------- | ---------------------- | ---------------------- | ---------------------- | ---- |
| Analía Almeida Andrea Ojeda Daiana Cardone Emilia Mendieta Eva Nadia Gonzalez Fabiana Vallejos Florencia Mandrile Florencia Quiñones Gabriela Patricia Chávez | Gimena Blanco Guadalupe Calello José Carlos Borello Ludmila Manicler María Belén Potassa Mariela Coronel Marisa Gerez Mercedes Pereyra Vanina Noemí Correa Yesica Arrien | CAN Canadá D 1-2 SWE Suécia D 0-1 CHN China D 0-2 | 4º (gr. A)     | Não avançou            | Não avançou            | Não avançou            | 11º  |

### Halterofilismo
| Atleta          | Prova            | Arranque  | Arremesso | Total | Pos. |
| Atleta          | Prova            | Resultado | Resultado | Total | Pos. |
| --------------- | ---------------- | --------- | --------- | ----- | ---- |
| Carlos Espeleta | -77 kg masculino | 140       | 170       | 310   | 19   |

### Hipismo
Saltos individual
| Atleta             | Cavalo      | Prova             | Fase de Qualificação | Fase de Qualificação | Fase de Qualificação | Fase de Qualificação | Fase de Qualificação | Fase de Qualificação | Fase de Qualificação | Fase de Qualificação | Final       | Final       | Final       | Final       | Final       | Final       |
| Atleta             | Cavalo      | Prova             | Ronda 1              | Ronda 1              | Ronda 2              | Ronda 2              | Ronda 2              | Ronda 3              | Ronda 3              | Ronda 3              | Ronda A     | Ronda A     | Ronda B     | Ronda B     | Total       | Total       |
| Atleta             | Cavalo      | Prova             | Penalidades          | Pos.                 | Penalidades          | Total                | Pos.                 | Penalidades          | Total                | Pos.                 | Penalidades | Pos.        | Penalidades | Pos.        | Penalidades | Pos.        |
| ------------------ | ----------- | ----------------- | -------------------- | -------------------- | -------------------- | -------------------- | -------------------- | -------------------- | -------------------- | -------------------- | ----------- | ----------- | ----------- | ----------- | ----------- | ----------- |
| José María Larocca | Royal Power | Saltos individual | 14                   | 66                   | 16                   | 30                   | 59                   | Não avançou          | Não avançou          | Não avançou          | Não avançou | Não avançou | Não avançou | Não avançou | Não avançou | Não avançou |

### Hóquei sobre a grama
Feminino
| Equipe | Fase de grupos                                                                                             | Fase de grupos | Segunda fase            | Final                  | Pos.              |
| Equipe | Adversário e resultado                                                                                     | Pos.           | Adversário e resultado  | Adversário e resultado | Pos.              |
| --- | --- | -------------- | ----------------------- | ---------------------- | ----------------- |
| Paola Vukojicic Belén Succi Magdalena Aicega Mercedes Margalot Mariana Rossi Noel Barrionuevo Gisele Kañevsky Claudia Burkart Luciana Aymar Mariné Russo Mariana González Oliva Soledad García Alejandra Gulla María de la Paz Hernández Carla Rebecchi Rosario Luchetti | USA Estados Unidos E 2-2 GBR Grã-Bretanha E 2-2 JPN Japão V 1-2 GER Alemanha V 1-4 NZL Nova Zelândia V 3-2 | 2º (gr. B)     | NED Países Baixos D 5-2 | GER Alemanha V 3-1     | Medalha de bronze |

### Judô
| Atleta             | Prova             | Ronda Preliminar       | Ronda dos 32           | Ronda dos 16           | Quartos-finais         | Semifinais             | Repescagem 1ª Ronda    | Repescagem Quartos-finais | Repescagem Semifinais  | Final                  |
| Atleta             | Prova             | Adversário e resultado | Adversário e resultado | Adversário e resultado | Adversário e resultado | Adversário e resultado | Adversário e resultado | Adversário e resultado    | Adversário e resultado | Adversário e resultado |
| ------------------ | ----------------- | ---------------------- | ---------------------- | ---------------------- | ---------------------- | ---------------------- | ---------------------- | ------------------------- | ---------------------- | ---------------------- |
| Miguel Albarracín  | −60 kg masculino  | Bye                    | KOR Choi M-H. D        | Não avançou            | Não avançou            | Não avançou            | IRI M. Akhondzadeh D   | Não avançou               | Não avançou            | Não avançou            |
| Mariano Bertolotti | −73 kg masculino  | Bye                    | BRA L. Guilheiro D     | Não avançou            | Não avançou            | Não avançou            | Não avançou            | Não avançou               | Não avançou            | Não avançou            |
| Emmanuel Lucenti   | −81 kg masculino  | Bye                    | GBR E. Burton D        | Não avançou            | Não avançou            | Não avançou            | Não avançou            | Não avançou               | Não avançou            | Não avançou            |
| Diego Rosatti      | −90 kg masculino  | Bye                    | USA B. Olson V         | RUS I. Pershin D       | Não avançou            | Não avançou            | RSA P. Trezise V       | BLR A. Kazusenok D        | Não avançou            | Não avançou            |
| Eduardo Costa      | −100 kg masculino | Bye                    | SVK Z. Palkovacs V     | POL P. Matyjaszek D    | Não avançou            | Não avançou            | Não avançou            | Não avançou               | Não avançou            | Não avançou            |
| Sandro López       | +100 kg masculino | Bye                    | PER C. Zegarra D       | Não avançou            | Não avançou            | Não avançou            | Não avançou            | Não avançou               | Não avançou            | Não avançou            |
| Paula Pareto       | −48 kg feminino   | Bye                    | Bye                    | AUS T. Day V           | JPN R. Tani D          | Não avançou            | CHN Wu S. V            | HUN E. Csernoviczki V     | PRK Pak O-S. V         | Medalha de bronze      |
| Daniela Krukower   | −63 kg feminino   | AUS C. Arlove V        | PRK Won O-I. D         | Não avançou            | Não avançou            | Não avançou            | Bye                    | NED E. Willeboordse D     | Não avançou            | Não avançou            |
| Lorena Briceño     | −78 kg feminino   | Bye                    | FRA S. Possamai D      | Não avançou            | Não avançou            | Não avançou            | Não avançou            | Não avançou               | Não avançou            | Não avançou            |

### Natação
| Juan Martín Pereyra    | 400 m livre masculino     | 3:59.35  | 35  | Não avançou | Não avançou | Não avançou | Não avançou | Não avançou | Não avançou | Não avançou | Não avançou | Não avançou |
| Juan Martín Pereyra    | 1500 m livre masculino    | 15:12.46 | 4   | Não avançou | Não avançou | Não avançou | Não avançou |             |             |             |             |             |
| Damián Blaum           | 10 km masculino           |          |     |             |             | 1:55:48.6   | 24          |             |             |             |             |             |
| Eduardo Germán Otero   | 100 m costas masculino    | 56.74    | 40  | Não avançou | Não avançou | Não avançou | Não avançou |             |             |             |             |             |
| Andrés González        | 200 m borboleta masculino | 2:00.36  | 3   | Não avançou | Não avançou | Não avançou | Não avançou | Não avançou | Não avançou | Não avançou | Não avançou | Não avançou |
| Sergio Andrés Ferreyra | 100 m peito masculino     | 1:03.65  | 52  | Não avançou | Não avançou | Não avançou | Não avançou |             |             |             |             |             |
| Sergio Andrés Ferreyra | 200 m peito masculino     | 2:20.10  | 5   | Não avançou | Não avançou | Não avançou | Não avançou |             |             |             |             |             |
| José Meolans           | 50 m livre masculino      | 22.58    | 8   | Não avançou | Não avançou | Não avançou | Não avançou |             |             |             |             |             |
| José Meolans           | 100 m livre masculino     | 49.50    | 5   | Não avançou | Não avançou | Não avançou | Não avançou |             |             |             |             |             |
| Agustina De Giovanni   | 200 m peito feminino      | 2:34.94  | 7   | Não avançou | Não avançou | Não avançou | Não avançou |             |             |             |             |             |
| Antonella Bogarín      | 10 km feminino            |          |     |             |             | 2:11:35.9   | 24          |             |             |             |             |             |
| Liliana Guiscardo      | 100 m peito feminino      | 1:11.43  | 37  | Não avançou | Não avançou | Não avançou | Não avançou |             |             |             |             |             |
| Georgina Bardach       | 400 m medley feminino     | 5:00.87  | 36  | Não avançou | Não avançou | Não avançou | Não avançou |             |             |             |             |             |
| Georgina Bardach       | 200 m medley feminino     | 2:25.74  | 8   | Não avançou | Não avançou | Não avançou | Não avançou |             |             |             |             |             |
| Georgina Bardach       | 200 m borboleta feminino  | DNS      | DNS | DNS         | DNS         | DNS         | DNS         |             |             |             |             |             |
| Cecilia Biagioli       | 400 m livre feminino      | 4:19.85  | 34  | Não avançou | Não avançou | Não avançou | Não avançou | Não avançou | Não avançou | Não avançou | Não avançou | Não avançou |
| Cecilia Biagioli       | 800 m livre feminino      | 8:50.18  | 7   | Não avançou | Não avançou | Não avançou | Não avançou | Não avançou | Não avançou | Não avançou | Não avançou | Não avançou |

### Remo
| Atleta             | Prova                   | Eliminatórias | Eliminatórias | Repescagem | Repescagem | Semifinais | Semifinais | Final   | Final |
| Atleta             | Prova                   | Tempo         | Pos.          | Tempo      | Pos.       | Tempo      | Pos.       | Tempo   | Pos.  |
| ------------------ | ----------------------- | ------------- | ------------- | ---------- | ---------- | ---------- | ---------- | ------- | ----- |
| Santiago Fernández | Skiff simples masculino | 7:38.87       | 4             | 7:27.60    | 6          | DNS        | DNS        | DNS     | DNS   |
| Gabriela Best      | Skiff simples feminino  | 7:58.60       | 4             | 7:46.45    | 5          | 8:09.61    | 3          | 7:45.21 | 4     |

### Taekwondo
| Atleta               | Prova           | Ronda dos 16            | Quartos-finais              | Semifinais             | Repescagem Quartos-finais | Repescagem Semifinais  | Final                  |
| Atleta               | Prova           | Adversário e resultado  | Adversário e resultado      | Adversário e resultado | Adversário e resultado    | Adversário e resultado | Adversário e resultado |
| -------------------- | --------------- | ----------------------- | --------------------------- | ---------------------- | ------------------------- | ---------------------- | ---------------------- |
| Vanina Sánchez Berón | −67 kg feminino | TUR Sibel Guler V 4 - 0 | CAN Karine Sergerie D 0 - 3 | Não avançou            | AUS Tina Morgan D 2 - 9   | Não avançou            | Não avançou            |

### Tênis
A Argentina levou sete tenistas para as olimpíadas.
| Agustin Calleri                  | Simples masculino | BAH D Mullings V 6-1, 6-1        | TPE Y-h Lu D 4-6, 4-6     | Não avançou                                    | Não avançou                            | Não avançou | Não avançou | Não avançou | Não avançou | Não avançou | Não avançou | Não avançou |             |             |
| Guillermo Cañas                  | Simples masculino | CAN F Niemeyer V 3-6, 4-2 (ret.) | FRA G Simon D 5-7, 1-6    | Não avançou                                    | Não avançou                            | Não avançou | Não avançou | Não avançou | Não avançou | Não avançou | Não avançou | Não avançou |             |             |
| Juan Mónaco                      | Simples masculino | CRO M Cilic D 4-6, 7-6(5), 3-6   | Não avançou               | Não avançou                                    | Não avançou                            | Não avançou | Não avançou | Não avançou | Não avançou | Não avançou | Não avançou | Não avançou | Não avançou | Não avançou |
| David Nalbandian                 | Simples masculino | CHN S Zeng V 6-2, 6-1            | CHI N Massu V 7-6(0), 6-1 | FRA G Monfils D 4-6, 4-6                       | Não avançou                            | Não avançou | Não avançou | Não avançou | Não avançou | Não avançou | Não avançou |             |             |             |
| Agustin Calleri Juan Mónaco      | Duplas masculinas |                                  |                           | AUS C Guccione - L Hewitt D 4-6, 6(4)-7, 18-16 | Não avançou                            | Não avançou | Não avançou | Não avançou | Não avançou | Não avançou | Não avançou | Não avançou | Não avançou |             |
| Guillermo Cañas David Nalbandian | Duplas masculinas |                                  |                           | BEL S Darcis - O Rochus D 7-6(6), 6(5)-7, 3-6  | Não avançou                            | Não avançou | Não avançou | Não avançou | Não avançou | Não avançou | Não avançou | Não avançou | Não avançou |             |
| Gisela Dulko                     | Simples feminino  | AUS C Dellacqua D 3-6, 4-6       | Não avançou               | Não avançou                                    | Não avançou                            | Não avançou | Não avançou | Não avançou | Não avançou | Não avançou | Não avançou | Não avançou | Não avançou |             |
| Gisela Dulko Betina Jozami       | Duplas femininas  |                                  |                           | ISR T Obziler - S Peer V 6-3, 6-2              | RUS E Vesnina - V Zvonareva D 2-6, 3-6 | Não avançou | Não avançou | Não avançou | Não avançou | Não avançou | Não avançou | Não avançou |             |             |

### Tênis de mesa
| Atleta                | Prova                | Ronda Preliminar                                            | Ronda 1                                                  | Ronda 2                | Ronda 3                | Ronda 4                | Quartos-finais         | Semifinais             | Final                  |
| Atleta                | Prova                | Adversário e resultado                                      | Adversário e resultado                                   | Adversário e resultado | Adversário e resultado | Adversário e resultado | Adversário e resultado | Adversário e resultado | Adversário e resultado |
| --------------------- | -------------------- | ----------------------------------------------------------- | -------------------------------------------------------- | ---------------------- | ---------------------- | ---------------------- | ---------------------- | ---------------------- | ---------------------- |
| Liu Song              | Individual masculino |                                                             | PRK Kim Hyok Bong D 9-11, 11-9, 11-5, 4-11, 9-11, 11-'13 | Não avançou            | Não avançou            | Não avançou            | Não avançou            | Não avançou            | Não avançou            |
| Pablo Ariel Tabachnik | Individual masculino | EGY El-Sayed Lashin D 4-11, 11-9, 13-11, 4-11, 11-13, 15-17 | Não avançou                                              | Não avançou            | Não avançou            | Não avançou            | Não avançou            | Não avançou            | Não avançou            |

### Tiro
| Atleta             | Prova                    | Qualificação | Qualificação | Final       | Final       | Pos. |
| Atleta             | Prova                    | Pontos       | Pos.         | Pontos      | Total       | Pos. |
| ------------------ | ------------------------ | ------------ | ------------ | ----------- | ----------- | ---- |
| Juan Carlos Dasque | Fossa olímpica masculino | 115          | 19           | Não avançou | Não avançou | 19   |

### Vela
| Atleta                                 | Prova                 | Regata | Regata | Regata | Regata | Regata | Regata | Regata | Regata   | Regata | Regata | Regata | Pontos | Pos.              |
| Atleta                                 | Prova                 | 1      | 2      | 3      | 4      | 5      | 6      | 7      | 8        | 9      | 10     | M      | Pontos | Pos.              |
| -------------------------------------- | --------------------- | ------ | ------ | ------ | ------ | ------ | ------ | ------ | -------- | ------ | ------ | ------ | ------ | ----------------- |
| Mariano Reutemann                      | RS:X masculino        | (25)   | 18     | 19     | 23     | 25     | 15     | 16     | 16       | 16     | 20     | --     | 168    | 21                |
| Julio Alsogaray                        | Laser masculino       | 1      | 12     | 10     | 28     | 14     | 1      | 2      | (32)     | 16     | 8      |        | 92     | 7                 |
| Javier Conte Juan de la Fuente         | 470 masculino         | 14     | 14     | 4      | 11     | 19     | 9      | 7      | (30) OCS | 5      | 9      | 18     | 110    | 10                |
| Florencia Gutierrez                    | RS:X feminino         | 27     | 19     | 27     | 20     | 23     | 26     | 23     | (28) DNF | 24     | 27     | --     | 216    | 25                |
| Cecilia Carranza                       | Laser Radial feminino | 15     | 8      | 9      | 20     | 8      | 15     | 6      | (29) DNF | 23     | --     |        | 104    | 12                |
| Monsegur Consuela Maria Fernanda Sesto | 470 feminino          | 16     | (18)   | 17     | 12     | 10     | 16     | 14     | 4        | 10     | 14     | --     | 113    | 16                |
| Carlos Espínola Santiago Lange         | Tornado               | (13)   | 1      | 1      | 12     | 4      | 6      | 9      | 1        | 9      | 1      | 6      | 56     | Medalha de bronze |

### Voleibol de praia
A dupla de vôlei de praia masculina Conde-Baracetti classificou-se para representar a Argentina.
Masculino
| Atleta                         | Fase de grupos | Fase de grupos | Ronda dos 16           | Quartos-finais         | Semifinais             | Final                  |
| Atleta                         | Adversário e resultado | Pos.           | Adversário e resultado | Adversário e resultado | Adversário e resultado | Adversário e resultado |
| ------------------------------ | --- | -------------- | ---------------------- | ---------------------- | ---------------------- | ---------------------- |
| Martín Conde Mariano Baracetti | SUI Heyer/Heuscher D 0 - 2 (21-13, 21-17) LAT Samoilovs/Pļaviņš V 2 - 0 (23-21, 21-19) USA Rogers/Dalhausser D 0 - 2 (12-21, 13-21) | 4º (gr. B)     | Não avançou            | Não avançou            | Não avançou            | Não avançou            |

Legenda
| Recorde mundial      | Recorde mundial (World record)               |                       | Recorde africano                      | Recorde africano (African) |                                           | Q | Classificado por posição (Qualified) |
| Recorde olímpico     | Recorde olímpico (Olympic record)            | Recorde da América    | Recorde da América (Americas)         | q                          | Classificado por melhor tempo (Qualified) |   |                                      |
| Melhor marca do ano  | Melhor marca do ano (World leading)          | Recorde asiático      | Recorde asiático (Asian)              | DNS                        | Não largou (Did not start)                |   |                                      |
| Recorde nacional     | Recorde nacional (National record)           | Recorde europeu       | Recorde europeu (European)            | DNF                        | Não terminou (Did not finish)             |   |                                      |
| Recorde pessoal      | Recorde pessoal do atleta (Personal best)    | Recorde da Oceania    | Recorde da Oceania (Oceania)          | DSQ / DQ                   | Desclassificado (Disqualified)            |   |                                      |
| Recorde da temporada | Recorde da temporada do atleta (Season best) | Recorde sul-americano | Recorde sul-americano (South America) | NM                         | Sem marca (No mark)                       |   |                                      |

### Remo
| S | Classificado(a) para as semifinais |    |                        | FA | Final A (disputa de medalhas) |  |  | FD | Final D (sem medalhas) |
| Q | Classificado(a) para as quartas    | FB | Final B (sem medalhas) | FE | Final E (sem medalhas)        |  |  |    |                        |
| R | Classificado(a) para a repescagem  | FC | Final C (sem medalhas) | FF | Final F (sem medalhas)        |  |  |    |                        |

### Vela
| M   | Regata da Medalha da qual só participam os dez primeiros colocados das regatas anteriores  |  |  | CAN | Regata cancelada |
| BFD | Desclassificado por bandeira preta (Black Flag Disqualified)                               |  |  |     |                  |
| UFD | Desclassificado por bandeira "U" (U Flag Disqualified)                                     |  |  |     |                  |
| OCS | Largada queimada (On the Course Side of the starting line)                                 |  |  |     |                  |
| DNE | Desclassificação sem eliminação (infração a um item do regulamento da prova – Did Not End) |  |  |     |                  |